# Лондоко-завод
Лондоко-завод (рос. Лондоко-завод) — смт у Облученському районі Єврейської автономної області Російської Федерації.
Входить до складу муніципального утворення Теплоозерське міське поселення. Населення становить 885 осіб (2018).

## Історія
Згідно із законом від 26 листопада 2003 року органом місцевого самоврядування є Теплоозерське міське поселення.

## Населення
| 1939  | 1959  | 1970  | 1979  | 1989  | 2002  | 2009  |
| ----- | ----- | ----- | ----- | ----- | ----- | ----- |
| 3701  | ↘3550 | ↘2508 | ↘2266 | ↘1902 | ↘1340 | ↘1251 |
| 2010  | 2011  | 2012  | 2013  | 2014  | 2015  | 2016  |
| ↘1067 | ↘1064 | ↘1026 | ↘991  | ↘964  | ↘949  | ↘938  |
| 2017  | 2018  |       |       |       |       |       |
| ↘917  | ↘885  |       |       |       |       |       |